# Nobody to Love
Nobody to Love is een nummer van het Britse drum-'n-bass-duo Sigma uit 2014. Het is de tweede single van hun debuutalbum Life.
Het nummer is een bootleg van "Bound 2" van Kanye West en Charley Wilson, vandaar dat zij ook vermeld staan op de credits. "Nobody to Love" was in de eerste instantie vooral succesvol in clubs, maar toen het op single werd uitgebracht, werd het ook een grote radiohit. Het nummer bereikte in veel landen de hitlijsten, en kwam in het Verenigd Koninkrijk op de eerste positie terecht. Ook in het Nederlandse taalgebied werd het nummer een groot succes, met een 7e positie in de Nederlandse Top 40 en de 2e in de Vlaamse Ultratop 50.